# فرانچسکو پونتوریر
فرانچسکو پونتوریر (انگلیسی: Francesco Puntoriere؛ زادهٔ ۲۳ آوریل ۱۹۹۸) بازیکن فوتبال است.
از باشگاه‌هایی که در آن بازی کرده‌است می‌توان به باشگاه فوتبال ویرتوس انتلا اشاره کرد.
وی همچنین در تیم‌های ملی فوتبال زیر ۱۸ سال ایتالیا و زیر ۱۹ سال ایتالیا بازی کرده‌است.